# 松山市立宮前小学校
松山市立宮前小学校（まつやましりつみやまえしょうがっこう）は、愛媛県松山市にある公立小学校。

## 概要
1874年（明治7年）11月1日に古三津村立久枝学校を創立。以後、150年の歴史と伝統がある学校である。
当時の第32代校長山田哲が、1969年（昭和44年）7月1日に校訓「まごころ」を制定。誠実で思いやりのある心と人の為に尽くそうとする心構えと行動力を育む「まごころ教育」を現在まで貫いている。
本校の特徴的な活動は、「なかよし活動」である。これは、1年生から6年生まで（いない時もある）の約6人からなる班を作り、掃除やあそびの日、集会などで一緒に活動するものである。

## 沿革
- 1874年11月1日 - 古三津村立久枝学校創立。村内にあった儀光寺[1]を校舎にあて、3年制で開始。
- 1887年5月1日 - 古三津簡易学校へ校名変更、校舎を苅谷口にあった米取立倉の跡に移す。
- 1892年9月1日 - 古三津尋常小学校へ校名変更、4年制に変更。
- 1908年4月1日 - 6年制に変更。
- 1913年3月29日 - 古三津農業補修学校新設。
- 1921年4月1日 - 高等科新設、古三津尋常高等小学校へ校名変更。
- 1925年7月31日 - 古三津村が三津浜町に合併、三津浜第二尋常高等小学校へ校名変更。
- 1927年4月1日 - 祓川に校舎新設、移転（2校舎）。
- 1938年4月1日 - 三津浜宮前尋常高等小学校へ校名変更。
- 1940年8月1日 - 三津浜町が松山市に合併、松山市宮前尋常高等小学校へ校名変更。
- 1941年4月1日 - 国民学校令施行により松山市宮前国民学校へ校名変更。
- 1947年4月1日 - 学制改革により松山市立宮前小学校へ校名変更。
- 1948年9月11日 - PTA発足。
- 1956年 - 校章制定。
- 1960年1月20日 - 完全給食開始。
- 1967年1月16日 - 校歌制定。
- 1967年2月16日 - 南校舎落成（鉄筋3階建、18教室）。
- 1967年6月6日 - 運動場改修工事完工。
- 1969年7月1日 - 校訓「まごころ」制定。
- 1971年3月27日 - 本館落成（鉄筋3階建、管理室、10教室）。
- 1973年2月8日 - 体育館落成。
- 1974年8月5日 - プール落成。
- 1974年10月27日 - 創立100周年記念祝典挙行。
- 1977年3月3日 - 西校舎落成（鉄筋4階建、図書館、10教室）。
- 1983年4月11日 - 給食受所落成。
- 1984年4月17日 - 北校舎落成（鉄筋4階建、多目的室、6教室）。
- 1986年12月12日 - 相撲場落成。
- 1990年4月1日 - 松山市立みどり小学校新設、分離する。
- 1992年9月12日 - この日から毎週2、4土曜日を休業日として試行開始。
- 1999年12月22日 - 西校舎大改修工事完工。
- 2002年4月1日 - 完全学校週5日制開始。
- 2008年1月7日 - 体育館耐震工事完工。
- 2010年8月31日 - 本館耐震補強工事完工。
- 2015年8月29日 - 南校舎耐震改修工事完工。
- 2021年8月31日 - 体育館床面補修工事完工。
- 2022年10月28日 - 北校舎大規模改造工事完工。

## 教育方針
人間尊重の理念に立ち、愛情と信頼を基盤とした「まごころ教育」を推進し、自己肯定感を育む誇れる人づくりを目指す。

## 学校行事
| - 4月 - 新任式、入学式、始業式 - 5月 - 遠足（1年〜4年）、修学旅行（6年）、大三島宿泊活動（5年） - 7月 - 終業式 | - 9月 - 始業式 - 10月 - 運動会 - 11月 - 校内音楽会 | - 12月 - 終業式 - 1月 - 始業式 - 2月 - 持久走大会 - 3月 - 6年生を送る会、お別れ遠足、卒業式、修業式、離任式 |

## クラブ活動
| - スポーツ - バドミントン - 卓球 | - 一輪車 - 水軍太鼓 - 昔のあそび | - パソコン - イラスト・まんが・工作 - 手芸 | - 演劇 - 茶道 - 科学 - 国際交流 |

## 通学区域
- 松山市
  - 会津町、内浜町、桜ケ丘、高山町、辰巳町、中須賀1〜3丁目、祓川1〜2丁目、春美町、古三津町、古三津1〜2丁目、古三津4丁目（一部）、古三津5丁目（一部）、古三津6丁目、三杉町、明神丘、山西町（一部）

## 進学先中学校
- 愛媛県立松山西中等教育学校
- 松山市立三津浜中学校

## 校区内の主な施設
- JR三津浜駅
- 伊予鉄三津駅

## 交通
- 伊予鉄道高浜線三津駅から南へ470m。
- 伊予鉄バス電車連絡三津ループ線三津厳島神社前にて下車。

## 関係者

### 出身者
- 松下佳貴（プロサッカー選手、2006年に卒業）